# Hirotami Kojima
Hirotami Kojima (japonès: 小島啓民)  (prefectura de Nagasaki, 3 de març de 1964) és un jugador de beisbol japonès, ja retirat, que va competir durant la dècada de 1990.
El 1992 va prendre part en els Jocs Olímpics d'Estiu de Barcelona, on guanyà la medalla de bronze en la competició de beisbol.
El 1995 passà a ser jugador-entrenador del Mitsubishi Heavy Industries Nagasaki, i posteriorment en fou l'entrenador a temps complet fins al 2000.